# Limnophyes septentrionalis
Limnophyes septentrionalis är en tvåvingeart som beskrevs av Maurice Emile Marie Goetghebuer 1940. Limnophyes septentrionalis ingår i släktet Limnophyes och familjen fjädermyggor.
Artens utbredningsområde är Sverige. Inga underarter finns listade i Catalogue of Life.